# Ižkovce
Ižkovce – wieś (obec) na Słowacji położona w kraju koszyckim, w powiecie Michalovce. Pierwsze wzmianki o miejscowości pochodzą z roku 1297. 
Według danych z dnia 31 grudnia 2012, wieś zamieszkiwało 105 osób, w tym 58 kobiet i 47 mężczyzn.
W 2001 roku pod względem narodowości i przynależności etnicznej 7,5% mieszkańców stanowili Słowacy, a 92,5% Węgrzy.
Ze względu na wyznawaną religię struktura mieszkańców kształtowała się w 2001 roku następująco:
- Katolicy rzymscy – 16,67%
- Grekokatolicy – 5%
- Ewangelicy – 0%[a]
- Nie podano – 0,83%